# Garth Hudson
Eric Garth Hudson (Windsor, 2 agosto 1937 – Woodstock, 21 gennaio 2025) è stato un musicista e polistrumentista canadese.
Componente essenziale nel gruppo rock canadese-statunitense The Band, è stato definito dal magazine Keyboard come "il più brillante organista del mondo rock".

## Biografia
Figlio di musicisti, si trasferì a London (Canada) intorno al 1940 e qui si è formato artisticamente. Si è unito al gruppo rock The Capers dal 1958 al 1961, prima di diventare consulente musicale e collaboratore di Ronnie Hawkins & The Hawks, band R&B dell'Arkansas.
Nel 1967 gli Hawks diventano The Band e registrano il loro primo album. Nel corso dei primi otto anni di attività del gruppo, The Band girano in tutto il mondo e registrano otto album in studio. La band ha tenuto l'ultimo concerto nel 1976, evento documentato da Martin Scorsese in The Last Waltz.
Hudson trascorre i successivi sedici anni in California, lavorando anche come compositore ed esecutore per colonne sonore cinematografiche, tra cui quelle di molti film di Martin Scorsese. Nel contempo ha continuato ad esibirsi con il nome The Band.
Nel 1991 si trasferisce nello stato di New York e produce tre album. Nel 2001 ha realizzato il suo primo album da solista.
Ha partecipato a diversi spettacoli televisivi e ha registrato con tantissimi artisti, tra cui Norah Jones, Neko Case, Gipsy Kings, Leonard Cohen, Van Morrison, Los Lobos, Roger Waters, Cyndi Lauper, Tom Rush, Bill Conte, Emmylou Harris, Sinéad O'Connor, Wilco, Tommy Spurlock, Jessie Winchester, Jennifer Warnes, Muddy Waters, Marianne Faithfull, Thumbs Carllile, Robert Palmer, Ringo Starr, Lyle Lovett, Eric Clapton, Neil Diamond, Mercury Rev, The Sadies, Daniel Lanois e altri.
Nel 2014 ha partecipato in Italia alla registrazione dell'album Sangue e Cenere dei Gang.

## Discografia

### Solista
- 2001 - The Sea to the North
- 2005 - Live at the Wolf
- 2005 - Our Lady Queen of the Angels (registrato nel 1980)
- 2010 - Garth Hudson Presents: A Canadian Celebration of The Band